# Hüttlingen, Baden-Württemberg
Hüttlingen är en kommun och ort i Ostalbkreis i regionen Ostwürttemberg i Regierungsbezirk Stuttgart i förbundslandet Baden-Württemberg i Tyskland.
Kommunen ingår i kommunalförbundet Aalen tillsammans med staden Aalen och kommunen Essingen.